# James Joyce

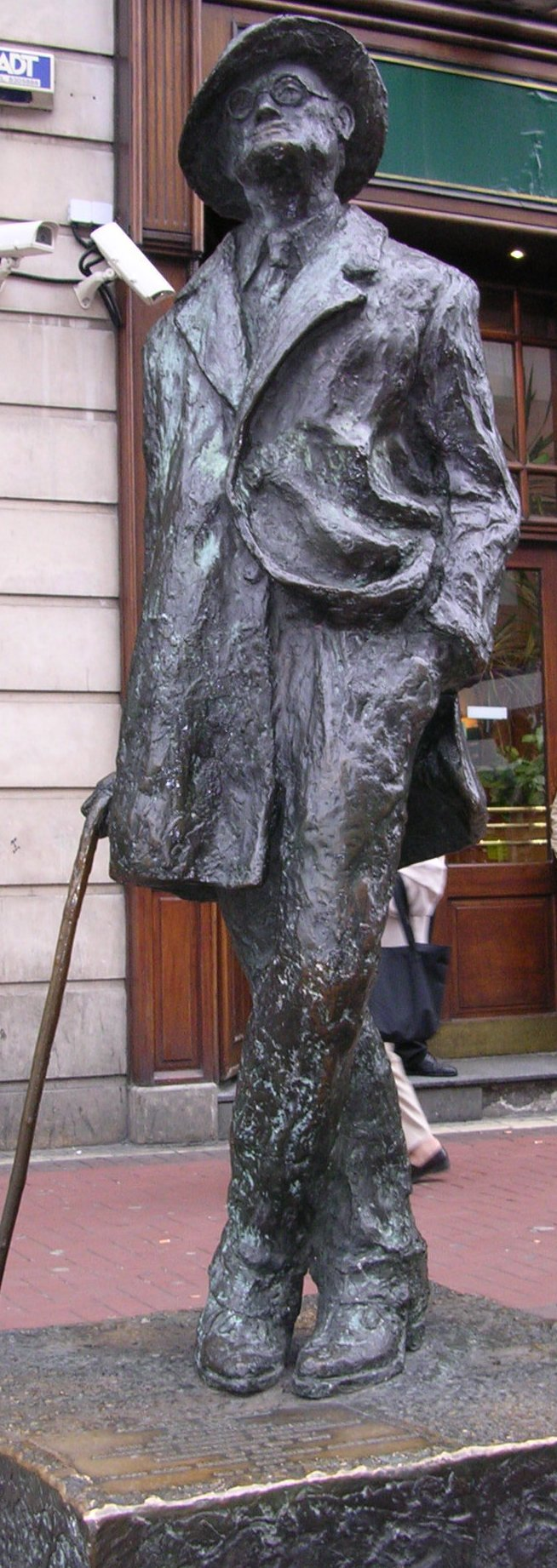
Pomnik Jamesa Joyce’a w pobliżu O’Connell Street, Dublin

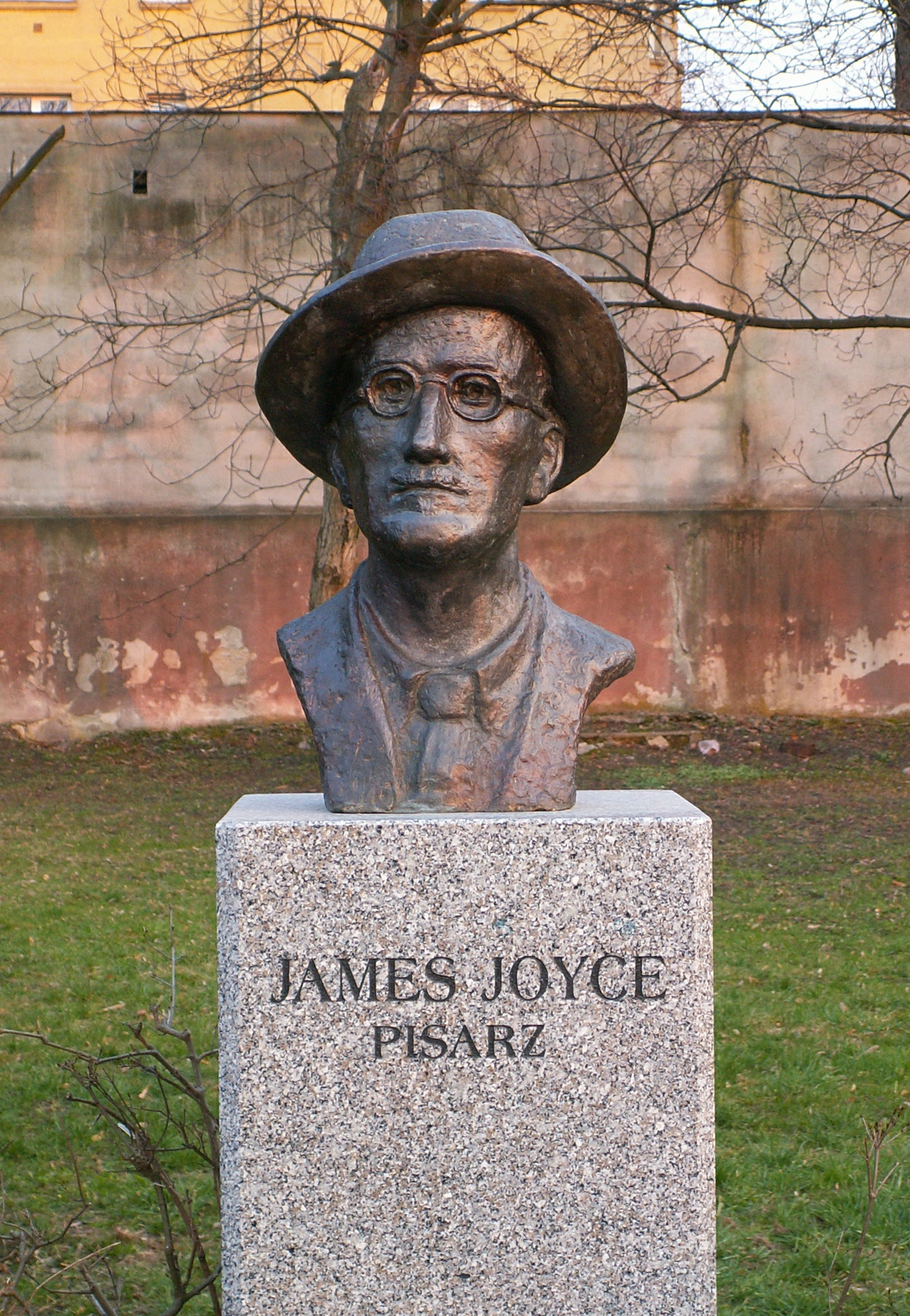
Popiersie Jamesa Joyce’a na Skwerze Harcerskim w Kielcach

James Augustine Aloysius Joyce (irl. Séamus Seoige; ur. 2 lutego 1882 w Dublinie, zm. 13 stycznia 1941 r. w Zurychu) – irlandzki pisarz tworzący w języku angielskim, uznawany za jednego z najwybitniejszych pisarzy XX wieku.

## Życiorys

### Dublin
Urodził się w katolickiej rodzinie Johna Stanislausa Joyce’a i Mary Jane Joyce w Rathgar, dzielnicy Dublina. Był najstarszym z dziesięciorga rodzeństwa, z których dwoje umarło na tyfus. Rodzina Joyce’a, poza krótkim okresem dobrobytu, żyła w nędzy. Rodzice posłali Jamesa do szkoły jezuickiej Clongowes Wood College. Joyce miewał lęki już od czasów młodości. Lęk przed psami spowodowany był atakiem jednego z tych czworonogów. Miał również lęki przed burzami z piorunami, które nabył od przesądnej ciotki, która opisała je jako znak gniewu Bożego. Miał również lęk przed morzem. W pewnym okresie zaczął bać się wiary.
Już w młodym wieku postanowił zostać pisarzem. W 1891 roku Joyce napisał wiersz ku czci Charlesa Parnella, „niekoronowanego króla Irlandii”, pod tytułem Et tu Healy. Jego ojciec wydrukował to dziełko i wysłał do Biblioteki Watykańskiej, a w listopadzie tego roku opublikował je w „Stubbs Gazette”. W 1893 ojciec zrezygnował z pracy, co stało się powodem nędzy rodzinnej i zmusiło młodego Joyce’a do nauki w domu. W tym czasie ojciec John popadł w alkoholizm, James opisywał to później w opowiadaniach Dublińczycy. Następnie James przeniesiony został do szkoły jezuickiej Belvedere.
W wieku 16 lat porzucił wiarę. Odmówił wtedy swojej matce przyjęcia komunii w czasie Wielkanocy, co opisał również w swej autobiograficznej książce Portret artysty z czasów młodości. Tłumaczył to swoim strachem przed ewentualną prawdziwością religii. Pomimo nieprzyznawania się do wiary, studiował namiętnie filozofię św. Tomasza z Akwinu, którego estetyka była podstawą filozoficzną jego twórczości. Gdy miał 17 lat, wielki wpływ wywarła na niego lektura dzieł Henryka Ibsena. Nauczył się norweskiego, żeby czytać Ibsena w oryginale. Łącznie Joyce znał 17 języków. Studiował niemiecki, grekę, fiński, hebrajski, rosyjski, a także polski. Na studiach jako jedyny nie krytykował dramatów Williama Butlera Yeatsa, oskarżanego o czary i brak patriotyzmu. Powtarzał wielokrotnie, także w swoich książkach, że nie będzie służył rzeczom, w które nie wierzy, choćby była to religia, ojczyzna czy rodzina. Prowadził bardzo rozwiązłe życie. Od 1898 studiował filologię i filozofię na uniwersytecie w Dublinie (University College Dublin), ucząc się włoskiego, francuskiego i staroangielskiego.
Po napisaniu Świętego Oficjum w 1902 przerwał studia medyczne w Dublinie i wyjechał pierwszy raz do Paryża. W kwietniu 1903 roku Joyce dowiedział się, że jego matka umiera i natychmiast wrócił do Irlandii. Opiekował się nią, czytając na głos szkice, które ostatecznie zostały wykorzystane w jego niedokończonej powieści Stefan bohater. W ostatnich dniach bezskutecznie próbowała nakłonić go do spowiedzi i przyjęcia komunii.  

### Triest i Zurych
W czerwcu 1904 poznał swą późniejszą żonę Norę Barnacle, z którą w październiku tego roku opuścił Irlandię. Licząc na zatrudnienie jako nauczyciel angielskiego w sieci szkół językowych Berlitz, udał się do Paryża, skąd odesłano go do Zurychu, a stamtąd do Triestu, gdzie otrzymał ofertę pracy w Puli. Uczył tam przez rok, do czasu gdy Austriacy, po wykryciu siatki szpiegowskiej, postanowili wysiedlić wszystkich obcych. Ostatecznie w 1905 osiadł w Trieście. W tym okresie pisał Stefana bohatera, którego uznał za dzieło nieudane, a większość rękopisu spalił. Jego kolejną próbą opisania siebie był Portret artysty z czasów młodości, który wydał w 1904 roku. W postaci Stefana Dedalusa (znanej także ze Stefana bohatera i Ulissesa) autor zawarł swoje życie i credo. Zaczął również pisać Ulissesa. 
Po roku Nora urodziła syna Giorgia (w domu Joyce’ów mówiło się w dialekcie triesteńskim włoskiego, stąd włoska wersja imienia). Po urodzeniu Giorgia dołączył do Joyce’ów w Trieście młodszy brat pisarza, Stanislaus, który opiekował się starszym bratem dbając o jego zdrowie (Joyce sięgał po alkohol jak jego ojciec), mimo to został przez niego sportretowany w książkach jako natręt. W 1906 roku James Joyce przeniósł się do Rzymu, gdzie pracował w miejskim banku. Rzym jednak mu się nie spodobał, wrócił więc do Triestu, gdzie w 1907 roku Nora urodziła córkę, Lucię.
W 1907 prywatnym uczniem Joyce'a został Aron Hector Schmitz, który zdradził mu swoją tożsamość z autorem dwóch powieści napisanych pod pseudonimem Italo Svevo. Joyce szybko zaprzyjaźnił się ze Schmitzem, który oprócz pobierania od niego prywatnych lekcji we własnym domu wspierał go finansowo darowiznami. Spierali się o walory artystyczne twórczości poety Gabrielego D’Annunzio, którego obfitujący w pustosłowie styl był bliższy Joyce'owi. Ich żony nie utrzymywały jednak kontaktów towarzyskich, a Nora została wynajęta przez żonę Schmitza jako praczka. 
W 1908 roku Joyce’owie odwiedzili Irlandię. James przedstawił syna Johnowi Joyce’owi, a Nora odwiedziła rodzinę w Galway. W 1912 James jeszcze raz odwiedził Dublin, gdzie bez powodzenia próbował wydać Dublińczyków. W tym samym roku napisał na nabrzeżu słoweńskiej wioski Servola (Ščedna) pod Triestem, w rejonie fabryki Ferriera di Servola, wiersz Watching the Needleboats at San Sabba.
Po przystąpieniu Włoch do I wojny światowej w 1915 roku brat Joyce'a Stanislaus został internowany, natomiast sam Joyce otrzymał pozwolenie na wyjazd z rodziną do Zurychu, gdzie powstała większość Ulissesa. Często bywał w kawiarniach, gdzie spotkać można było między innymi Lenina. Słynny krytyk Ezra Pound zapoznał wtedy Joyce’a ze znaną wydawczynią, emancypantką Harriet Shaw Weaver, która w swoim magazynie literackim „The Egoist” publikowała fragmenty jego Ulissesa, a później przyczyniła się do wydania powieści w Paryżu oraz wspierała pisarza i jego rodzinę finansowo. Joyce otrzymał również znaczną sumę pieniędzy od Edith McCormick, córki Johna D. Rockefellera.
Po zakończeniu wojny Joyce powrócił na krótko do Triestu, po czym osiadł w Paryżu.

## Okres paryski
Joyce poznał Hemingwaya w Paryżu w latach 20. XX wieku. Obaj byli znanymi miłośnikami mocnych trunków i wkrótce zaczęli wspólnie spędzać czas w kawiarniach i barach. Hemingway wspominał, że Joyce lubił wdawać się w pijackie bójki i wówczas używał go jako ochroniarza. 
Brytyjski pisarz i mecenas sztuki Sydney Schiff (właśc. Stephen Hudson) twierdził, że James Joyce, jego przyjaciel Marcel Proust oraz Pablo Picasso i Igor Strawinski to najwięksi geniusze epoki; z tego powodu w maju 1922 roku wydał na ich cześć przyjęcie, które jednak nie udało się, ponieważ zaproszeni słabo się znali.

## Powrót do Zurychu i śmierć
Pewnego dnia Joyce miał silny krwotok z oka. Po pewnym czasie musiał założyć opaskę, a jego wzrok z roku na rok się pogarszał, aż ostatecznie stracił go zupełnie. Od 1917 do 1930 przeszedł 25 operacji okulistycznych. W tym czasie jego córka Lucia zachorowała na schizofrenię. Jedynym napisanym wtedy dziełem był Finnegans Wake. Życie skończył w Zurychu, gdzie – jak mówiono – „zmarł pijany, ślepy i bez grosza”. Wiele źródeł podaje, że był chory na syfilis i być może to, mimo leczenia, wyniszczyło mu organizm. Zmarł na zapalenie otrzewnej o drugiej rano, 13 stycznia 1941 roku, przed utratą świadomości mówiąc „Czy nikt nie rozumie?”. Zwłoki skremowano na Fluntern Cemetery. Po śmierci odnaleziono rękopis zatytułowany Giacomo Joyce, który został wydany dopiero w latach sześćdziesiątych XX wieku.

## Twórczość

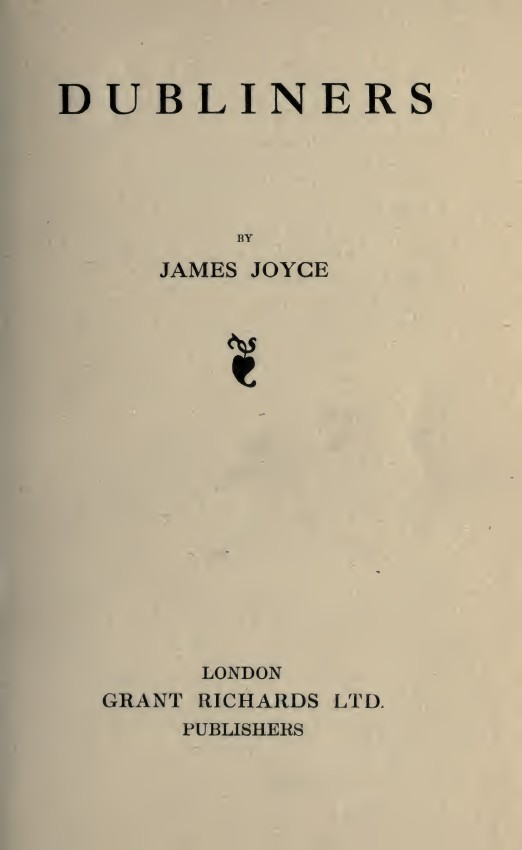
Dublińczycy, 1914

### Początki
Joyce już od młodzieńczych lat otrzymywał nagrody za swoje wypracowania, które regularnie pisywał, będąc jeszcze w szkole jezuickiej. Jego pierwszym dziełem był Stefan bohater, którego w większej części spalił, a resztki uratowała jego siostra Eileen. Stefan okazał się dziełem o wyjątkowej naturze literackiej. Już bowiem tam pisarz wprowadza elementy, które stanowią o jego charakterystycznym stylu – mistrzowskie użycie czasu w dziele literackim oraz wprowadzenie strumienia świadomości.
Następnie pisał wiersze miłosne i neoromantyczne – Muzykę Kameralną – którą uznał za dzieło niedoskonałe. Poza kilkoma wierszami nadającymi się do śpiewania Joyce skwitował książkę słowami „niech ją diabli wezmą”. Truman Capote uważał, że gdyby nie następne dzieło Joyce’a, Dublińczycy, nigdy nie napisałby on Ulissesa, nazywając tamto „ćwiczeniem palców”. Dublińczycy stali się mistrzowską pozycją w gatunku opowiadań. Szczególnie zwraca uwagę opowiadanie Zmarli. Dzieło uznano za symboliczne zdarcie masek z Dublińczyków. Wielu doszukuje się w nim różnego rodzaju parafraz i parodii, na przykład Ostatniej Wieczerzy. Joyce był także autorem dramatu Wygnańcy, który nie zyskał jednak powodzenia. Osobistości wymieniane w Dublińczykach, jak również w poprzednich dziełach, pojawiają się w Ulissesie, którego autor pisał przez osiem lat. Ulisses został opublikowany w Paryżu w 1922.

### Ulisses
Ulisses jest światem zorganizowanym. Opisuje dzień z życia dwóch ludzi, znanego z dzieł poprzednich Stefana Dedalusa i jego „nowego”, wyidealizowanego ojca, Leopolda Blooma. Dzień ten to 16 czerwca 1904 roku, w którym James Joyce umówił się na randkę ze swoją przyszłą żoną i którego rocznicę świętuje się jako dzień Blooma, Bloomsday. Jak określił to w rozmowie z Janem Parandowskim Ulisses to „epopeja nowoczesności”, „epopeja ciała”. Wraz ze szczegółowym opisem ciała i emocji człowieka mamy do czynienia ze zmitologizowaniem każdej chwili i szczegółu akcji, przez co czas w powieści Joyce’a uważany jest za zjawiskowy, wiecznie nowy i przepełniony poszczególnymi światami. Nowością jest powszechny w książce strumień świadomości. Ludzki dzień jest tu parodią (Joyce uważał, że parodia i komedia to najdoskonalsza ze sztuk) Odysei Homera. Główni bohaterowie „żeglują” po morzu – Dublinie – życia i spraw codziennych, by w końcu się odnaleźć. Autor eksperymentuje w każdym epizodzie (których jest osiemnaście) pisząc innym stylem i metodą, próbując odbiór czytelnika. Dzieło uznane zostało za pornograficzne i nieprzyzwoite. W Stanach Zjednoczonych palono nakład publicznie, a na Wyspach Brytyjskich zakazano dystrybucji książek. Na podstawie badań statystycznych przeprowadzonych w Stanach Zjednoczonych w latach 20. XX wieku stwierdzono, że ze względu na specyficzny, trudny styl Ulissesa, większość czytelników nie czytała książki.

### Finneganów tren
Po napisaniu Ulissesa, w 1922 roku Joyce ogłosił, że pracuje nad nową powieścią. Poznał wtedy swego przyszłego ucznia i sekretarza, Samuela Becketta. Dzieło nosiło roboczy tytuł Work in progress (Praca w toku), a jego fragmenty publikowane były w czasopismach związanych z amerykańską awangardą literacką. Dziesięć szkiców powstałych w tym czasie, które w zmienionej postaci weszły do Finneganów trenu, ukazało się w 2013 pod wspólnym tytułem Finn's Hotel (Hotel Finna).
W 1939 roku, po 17 latach pracy, Joyce opublikował ukończone dzieło pod tytułem Finnegans Wake. W takim zapisie, bez apostrofu, tytuł jest celowo niejednoznaczny; może znaczyć czuwanie przy [zmarłym] Finneganie, a w tłumaczeniu Krzysztofa Bartnickiego – Finneganów tren. Tytuł odnosił się do popularnej ballady irlandzkiej Finnegan’s Wake, opowiadającej o śmierci Tima Finnegana. Powieść ponownie zaskoczyła odbiorców swoim nowatorstwem i jest dziełem wciąż podlegającym różnym interpretacjom. W chwili ukazania się powieść wzbudziła wiele krytyki, również wśród pisarzy i krytyków, którzy wcześniej docenili Ulissesa. Komentowano metaforycznie, że Ulisses był zapisem dnia człowieka, a Finnegans Wake jest jego nocnym marzeniem. Ten pierwszy był epopeją ciała, drugi jest więc epopeją ducha. Podstawową trudność w percepcji utworu stanowi język, Joyce bowiem, eksperymentując, wykorzystał tu tworzywo kilkunastu języków (zdarzają się i słowa polskie), tworząc z nich swoisty zlepek jako indywidualny język powieści. Finnegans Wake jest przez to tekstem niezwykle dźwięcznym akustycznie, brzmiącym niemal muzycznie, ale karkołomnie trudnym, gdy chodzi o rozpoznanie znaczeń poszczególnych fraz oraz wymowy całego dzieła.
Tłumacz Joyce’a, Maciej Słomczyński, uważał, że Ulisses parodiował Odyseję, a Finnegans Wake parodiuje egipską Księgę umarłych. Książce brak linearności i kontekstu, fabuły i harmonii, nie przypomina powieści jako takiej, ma cechy poematu. Czytelnik staje się po części współautorem, stwarza sobie kontekst, łączy znaczenia znalezione w tekście, tworząc niejako własną książkę.
Tło filozoficzne utworu to historiozofia Giambattisty Vica i egzystencjalizm. Czytelnik jest więc zanurzony w świat, jakim jest Finnegans Wake. Jest to świat zbudowany kunsztownie. Zrozumienie Finnegans Wake wymaga wielkiej erudycji. Należy mieć pojęcie o chiromancji, czarach, przewodnikach po miastach, znać plan miasta Dublina, gazety dla kobiet, legendy irlandzkie, historię opery, liczne języki i wiele innych. Każde słowo, fraza, epizod, każde kolejne jej czytanie zatopione jest w nieskończoności znaczeń i kontekstów.

### Wydania Joyce’a w Polsce
Propagatorem Joyce’a w Polsce był tłumacz i pisarz Maciej Słomczyński. To dzięki niemu i Janowi Parandowskiemu sława Joyce’a dotarła do Polski. Ośrodkiem tłumaczenia Joyce’a była od początku „Literatura na Świecie”. Najważniejszym dokonaniem było wydanie Ulissesa w 1969 roku. Wcześniej jednak, w 1958 roku, wydano Dublińczyków w tłumaczeniu Kaliny Wojciechowskiej, a Jarosław Iwaszkiewicz wiersze Joyce’a przełożył. W 1931 roku wydano Portret artysty z czasów młodości przetłumaczony przez Zygmunta Allana. Powieść tę przełożył ponownie w 2006 roku Jerzy Jarniewicz, dając swojemu przekładowi tytuł Portret artysty w wieku młodzieńczym. W latach 70. Maciej Słomczyński przetłumaczył najważniejsze dzieła poetyckie Joyce’a – The Holy Office (Święte Oficjum), Chamber music (Muzyka kameralna), Pomes Penyeach (Jabłuszka po pensie), Giacomo Joyce, Ecce Puer, a także fragmenty Finnegans Wake. Co do tego ostatniego zapowiedziano już w latach 70. przekład przez Macieja Słomczyńskiego, a fragmenty tłumaczeń wydawane były w „Literaturze na Świecie”. Przełożono wtedy najważniejszy epizod – Anna Livia Plurabelle, a także wprowadzenie do dzieła. Maciej Słomczyński nie podołał jednak Finnegans Wake. Potem dzieło starał się przełożyć Tomasz Mirkowicz, a w 2004 r. zapowiedziano w „Literaturze na Świecie” tłumaczenie Finnegans Wake przy okazji prezentacji najnowszych tłumaczeń Krzysztofa Bartnickiego. Ostatecznie powieść pod tytułem „Finneganów tren” (w przekładzie K. Bartnickiego) ukazała się na polskim rynku 29 lutego 2012 roku nakładem wydawnictwa Korporacja Ha!art. W 2015 opublikowany został Hotel Finna (w przekładzie Jerzego Jarniewicza), zbiór dziesięciu miniatur prozatorskich, które w zmienionej postaci znalazły się później w Finnegans Wake. W 2015 r., w jesiennym numerze kwartalnika „Tekstualia” ukazał się nowy przekład poematu prozą Giacomo Joyce (tł. Lech Robakiewicz).

### Literatura po Joysie
Literatura po Jamesie Joysie nie mogła się oprzeć jego wpływowi. Był on bowiem, jak mówił o sobie, „największym maszynistą świata” i znany jest jako największy egocentryk i arogant swojego czasu. Niemal wszyscy współcześni mu wielcy literaci, oprócz podziwiającego go Hemingwaya, krytykowali go za nihilizm i impertynencję, a także za dziwaczny styl. Był on wielkim eksperymentatorem literatury, co udowodnił najpierw Ulissesem, który dał mu światową sławę heretyka i zboczeńca, a potem Finnegans Wake, który stał się „najlepszą książką, której nikt nie przeczytał”, jak uznano później. Był pisarzem niezrozumianym do końca swojej działalności literackiej, by dopiero po śmierci wpłynąć swymi nowatorskimi pomysłami na późniejszą literaturę, malarstwo, muzykę, telewizję i inne media.

### Dzieła
- Stefan bohater (1904–1906)
- Muzyka kameralna (1907)
- Dublińczycy (1914)
- Tułacze (1918)
- Portret artysty z czasów młodości (1916)
- Ulisses (1922)
- Pomes Penyeach (1927)
- Finneganów tren (1939)
- Giacomo Joyce (wydane pośmiertnie w 1968)
- Hotel Finna (wydane pośmiertnie w 2013)